# Hugues Duboscq
Hugues Duboscq (Saint-Lô, 29 de agosto de 1981) é um nadador francês, especialista no nado peito. Já participou de 3 Olimpíadas.
Duboscq representa a França nas Olimpíadas desde 2000. Em 2002, ele ganhou sua primeira medalha individual no European LC Championships 2002, em Berlim: bronze nos 100 m peito. Dois anos mais tarde, ele ganhou sua primeira medalha olímpica, ganhando o bronze nos 100 m peito, o das Olimpíadas 2004, em Atenas.
Depois de nadar soberbamente no Campeonato Europeu em Eindhoven, Duboscq conseguiu qualificar-se para os Jogos de Pequim nos 100 m e 200 m peito. Em Pequim, ganhou o bronze nos dois eventos. É o melhor peitista francês, e com isso sempre participa do revezamento medley de seu país.